# Expedición 69
La Expedición 69 es la 69.ª y anterior misión de larga duración a la Estación Espacial Internacional. La misión comenzó oficialmente el 28 de marzo de 2023, con la partida de la Soyuz MS-22 vacía y estuvo formada por 7 miembros permanentes. Finalizó el 27 de septiembre de 2023 con la partida de la Soyuz MS-23.

## Misión
La expedición comenzó con cuatro tripulantes procedentes de la Crew-6 que llegó el 3 de marzo de 2023 con parte de la tripulación permanente de esta expedición, los astronautas de la NASA, Stephen Bowen y Warren Hoburg junto con el astronauta del  MBRSC, Sultan Al Neyadi de Emiratos Árabes. El cuarto miembro de la tripulación es el cosmonauta de la agencia Roscosmos, Andrey Fedyaev con motivo del intercambio de tripulaciones entre NASA y Roscosomos.
El resto de miembros de la expedición procedentes de la Soyuz MS-22 que llegó el 21 de septiembre de 2022, son los cosmonautas, Serguéi Prokópiev y Dmitriy Petelin junto al astronauta de la NASA Frank Rubio, quien se intercambio con la cosmonauta Anna Kíkina, que viajó en la SpaceX Crew-5 con el resto de la tripulación permanente de la Expedición 68, con motivo del intercambio de tripulación entre la NASA y Roscosmos. En un principio la Soyuz MS-23, debía haber traído una tripulación de relevo de la Soyuz MS-22, de la Expedición 68, pero debido a la avería de la Soyuz MS-22 en diciembre de 2022, la MS-23 viajó en febrero vacía para servir de racambio de la nave averiada y se alargó la duración prevista de la misión de su tripulación de 180 días pasando a una misión prolongada de un año, y formar parte de esta Expedición 69, pasando la tripulación original de la MS-23 a la futura Soyuz MS-24 en septiembre de 2023. 
El 27 de agosto, hacia el final de la expedición llegó la SpaceX Crew-7, con su tripulación, que formó parte del último mes de la expedición, con la tripulación de relevo de la misión SpaceX Crew-6, que regresó a tierra el 4 de septiembre, después de casi 186 días en el espacio.
El 15 de septiembre llegó la Soyuz MS-24, con la que hubiera sido la tripulación original de la Soyuz MS-23, y parte de esta expedición, los cosmonautas, Oleg Kononenko y Nikolai Chub junto a la astronauta de la NASA Loral O'Hara, quien se intercambió con el cosmonauta Andrey Fedyaev que viajó en la SpaceX Crew-6. Realizaron el relevo con la tripulación de la Soyuz MS-23 que regreso a la tierra el día 27 de septiembre, y finalmente formaran la tripulación permanente de la Expedición 70 junto con los miembros de la SpaceX Crew-7, la astronauta de la NASA, Jasmin Moghbeli, el astronauta de la ESA, Andreas Mogensen, de Dinamarca, que será el comandante de la expedición, el astronauta de JAXA, Satoshi Furukawa y el cosmonauta Konstantin Borisov, que fue asignado con motivo del intercambio de tripulación entre la NASA y Roscosmos en junio de 2023.

### Experimentos en la ISS
- Continuación del proyecto Plant Habitat que busca el cultivo de plantas en el espacio para mejorar la alimentación de los astronautas, que anteriormente obtuvieron lechugas y en el año 2021 cultivaron pimientos en el Veg-04 durante la Expedición 65.[13][14] El experimento denominado en esta ocasión Veg-05 utiliza la instalación Veggie, el Hábitat Avanzado de Plantas (APH), que es un pequeño invernadero para producir plantas. En esta ocasión amplía la variedad de cultivos anterios con tomates enanos, además de otros aspectos relacionados con el impacto de la calidad de la luz y los fertilizantes en la producción de frutas, el valor nutricional, la aceptabilidad del sabor por parte de la tripulación y la seguridad alimentaria microbiana y la nutrición. El astronauta de la NASA, Frank Rubio, de origen salvadoreño, fue el encargado de la realización del cultivo que es un proyecto del Centro Espacial Kennedy de la NASA.[15]

## Tripulación[16]

### Tripulación de la Expedición
En un principio estaba previsto que la nave Soyuz MS-23, llegara hacia el final de la Expedición 68 en marzo, con tres tripulantes para hacer el relevo para esta expedición, pero debido a la avería de la Soyuz MS-22 en diciembre, el 11 de enero de 2023, la agencia Roscosmos, tras considerar que el regreso de la tripulación en la capusula averiada era demasiado arriesgado por el aumento de temperatura excesivo durante la reentrada al no disponer de líquido de refrigeración en el sistema principal de la nave, y no siendo posible su reparación mediante una salida extravehicular, se anunció el plan de rescate de los tripulantes de la averiada MS-22, sencillamente se adelantaría al 20 de febrero el lanzamiento de la Soyuz MS-23 previsto para el 16 de marzo de 2023, sin tripulación para sustituir a la Soyuz MS-22 averiada para que la tripulación regrese en la MS-23. El regreso de la MS-22 se realizará vacía en el mes de marzo marcando el inicio de la Expedición 69. Finalmente la Soyuz MS-23, se lanzó el 24 de febrero de 2023 y se acoplo el día 26 a la ISS.
Esta elección trajo varios cambios respecto a las tripulaciones de la ISS, primero el traspaso de la tripulación de la MS-23 a la futura Soyuz MS-24 prevista para septiembre de 2023, retrasando todas las subsiguientes tripulaciones. Segundo al tener que esperar la llegada de una nave de relevo con tripulación, se alargaba la duración prevista de 180 días de la misión de los 2 cosmonautas Prokopyev y Petelin y el astronauta de la NASA Frank Rubio pasando a formar parte de la Expedición 69, en principio hasta septiembre permaneciendo casi un año en la estación o al menos hasta que la futura MS-24 este lista para lanzarse entre 90 y 180 días después.
El resto de la tripulación permanente de esta expedición llegó en la SpaceX Crew-6 y son los astronautas de la NASA, Stephen Bowen y el novato del grupo 22 de la NASA, Warren Hoburg, que fueron anunciados el 21 de diciembre de 2021. Posteriormente en mayo de 2022, se anunció que la empresa Axiom Space posibilataría el viaje de un astronauta de los Emiratos Árabes Unidos de 6 meses a la ISS. En julio de 2022, se anunció que el segundo astronauta de la primera promoción de la agencia MBRSC, Sultan Al Neyadi, sería asignado como el tercer pasajero, siendo Hazza Al Mansouri, su reserva. Finalmente , el cuarto miembro de la tripulación fue un cosmonauta de la agencia Roscosmos, Andrey Fedyaev debido el intercambio de tripulaciones entre NASA y Roscosomos.
Otro efecto colateral producido por la necesidad de enviar una nave de rescate de la nave MS-22, es el retraso de la nave de relevo SpaceX Crew-6, que estaba previsto para el 19 de febrero de 2023, quedando su nueva fecha prevista de lanzamiento no antes del 26 de febrero con el resto de la Expedición 69, y retrasando también el regreso de la Crew-5 a la espera de la llegada de la Soyuz MS-23. Finalmente llegó el 3 de marzo, y la SpaceX Crew-5, se desacoplo el día 11 de marzo, antes de la finalización de la Expedición 68.

### Resumen de tripulación y visitantes

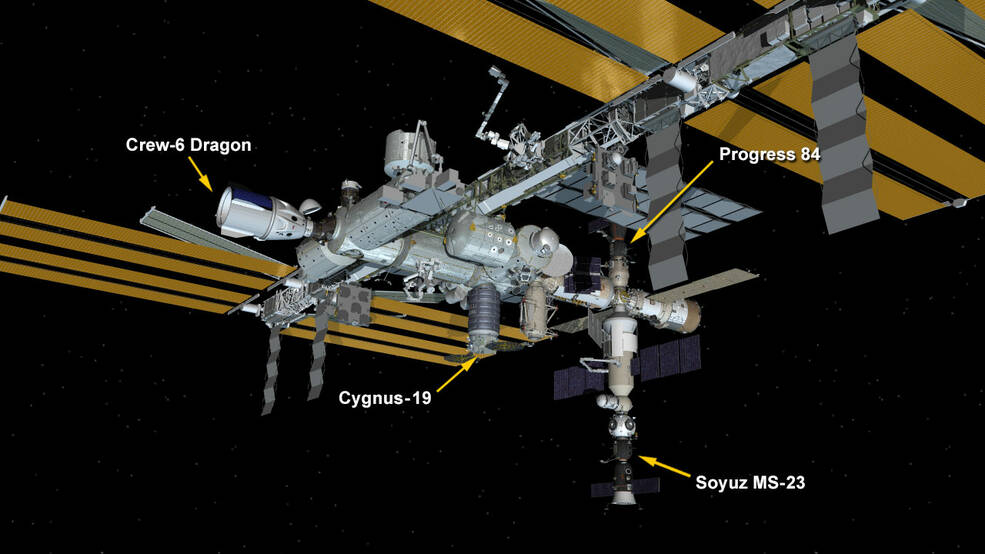
Renderizado de los vehículos visitantes. Enlace actualizado nasa.gov/feature/visiting-vehicle-launches-arrivals-and-departures aquí.

| Puesto                | 28MAR23 al 21MAY23           | 21MAY23 al 30MAY23                       | 30MAY23 al 27AGO23           | 27AGO23 al 3SEP23             | 3SEP23 al 15SEP23             | 15SEP23 al 27SEP23 (Fin Expedición) |
| --------------------- | ---------------------------- | ---------------------------------------- | ---------------------------- | ----------------------------- | ----------------------------- | ----------------------------------- |
| Comandante            | Serguéi Prokópiev, Roscosmos | Serguéi Prokópiev, Roscosmos             | Serguéi Prokópiev, Roscosmos | Serguéi Prokópiev, Roscosmos  | Serguéi Prokópiev, Roscosmos  | Serguéi Prokópiev, Roscosmos        |
| Ingeniero de vuelo 1  | Dmitriy Petelin, Roscosmos   | Dmitriy Petelin, Roscosmos               | Dmitriy Petelin, Roscosmos   | Dmitriy Petelin, Roscosmos    | Dmitriy Petelin, Roscosmos    | Dmitriy Petelin, Roscosmos          |
| Ingeniero de vuelo 2  | Frank Rubio, NASA            | Frank Rubio, NASA                        | Frank Rubio, NASA            | Frank Rubio, NASA             | Frank Rubio, NASA             | Frank Rubio, NASA                   |
| Ingeniero de vuelo 3  | Stephen Bowen, NASA          | Stephen Bowen, NASA                      | Stephen Bowen, NASA          | Stephen Bowen, NASA           | Jasmin Moghbeli, NASA         | Jasmin Moghbeli, NASA               |
| Ingeniero de vuelo 4  | Warren Hoburg, NASA          | Warren Hoburg, NASA                      | Warren Hoburg, NASA          | Warren Hoburg, NASA           | Andreas Mogensen, ESA         | Andreas Mogensen, ESA               |
| Ingeniero de vuelo 5  | Sultan Al Neyadi, MBRSC      | Sultan Al Neyadi, MBRSC                  | Sultan Al Neyadi, MBRSC      | Sultan Al Neyadi, MBRSC       | Satoshi Furukawa, JAXA        | Satoshi Furukawa, JAXA              |
| Ingeniero de vuelo 6  | Andrey Fedyaev, Roscosmos    | Andrey Fedyaev, Roscosmos                | Andrey Fedyaev, Roscosmos    | Andrey Fedyaev, Roscosmos     | Konstantin Borisov, Roscosmos | Konstantin Borisov, Roscosmos       |
| Ingeniero de vuelo 7  |                              | Peggy Whitson, CTE de Axiom Space        |                              | Jasmin Moghbeli, NASA         |                               | Oleg Kononenko, Roscosmos           |
| Ingeniero de vuelo 8  |                              | Jhon Shofner, turista de Axiom Space     |                              | Andreas Mogensen, ESA         |                               | Nikolai Chub, Roscosmos             |
| Ingeniero de vuelo 9  |                              | Rayyanah Barnawi, turista de Axiom Space |                              | Konstantin Borisov, Roscosmos |                               | Loral O'Hara, NASA                  |
| Ingeniero de vuelo 10 |                              | Ali Alqarni, turista de Axiom Space      |                              | Satoshi Furukawa, JAXA        |                               |                                     |

### Tripulación visitante AX-2
Esta fue la segunda misión turística realizada en una nave Crew Dragon por la empresa Axiom Space, a la 
ISS que se lanzó el día 21 de mayo y se acopló día 22 de mayo de 2023 a la ISS. Fue el tercer vuelo dedicado enteramente al turismo espacial después de la Soyuz MS-20 en diciembre de 2021 y de la misión AX-1 en abril de 2022. La compañía estadounidense Axiom Space consiguió un contrato de 4 vuelos en los que un astronauta profesional de la empresa volará con tres clientes a la ISS a bordo de las naves Dragon 2 ó CST-100 Starliner. 
En esta misión viajaron la astronauta Peggy Whitson, ex-astronauta de la NASA, como astronauta profesional de Axiom y comandante de la misión, un piloto americano, John Shoffner y dos ciudadanos saudíes, el piloto, Ali Alqarni y la investigadora Rayyanah Barnawi, que fue la primera mujer saudí de la historia en llegar al espacio. Este vuelo ha sido promovido por el gobierno de Arabia Saudí, contratando el vuelo con Axiom Space, el cual ha elegido a los tripulantes y sus reservas en una comisión para el espacio saudí para promover la ciencia y las carreras STEM.
| Misión | Astronautas | Acople(UTC)                   | Desacople (UTC)               | Duración                    |
| ------ | --- | ----------------------------- | ----------------------------- | --------------------------- |
| AX-2   | Peggy Whitson, Comandante de Axiom Space Jhon Shofner, piloto Ali Alqarni, especialista de misón 1 Rayyanah Barnawi, Especialista de misión 2 | 21 de mayo de 2023, 21:37 UTC | 31 de mayo de 2023, 03:04 UTC | 9 días, 5 horas, 27 minutos |
| AX-2   | Como reserva están el piloto italiano Walter Villadei. Arabia Saudí tiene a la investigadora, Mariam Fardous y el piloto Ali Alghamdi         |                               |                               |                             |

### Tripulación visitante misión prueba Boe-CFT
Después del vuelo exitoso de prueba Boe-OFT-2 en mayo de 2022, la NASA anunció que el vuelo de prueba tripulado Boe-CFT lo realizarían dos pilotos de pruebas, astronautas de la NASA, el comandante Barry Wilmore asignado anteriormente a esta misión de prueba y la astronauta Sunita Williams que anteriormente estaba asignada a la misión Boeing Starliner-1. En un principio se planificó para abril de 2023 durante la Expedición 69. Después debido a retrasos en la certificación de la nave para el vuelo se aplazó al 21 de julio de 2023 hacia el final de la expedición 69. Finalmente, tras tener problemas en la certificación de los paracaídas la NASA y Boeing decidieron posponer nuevamente este vuelo a abril de 2024 hacia el principio de la Expedición 71 debido al tráfico de naves a la ISS en la Expedición 70 y dar así tiempo suficiente para resolver los problemas con los paracaídas.
| Misión  | Astronautas                                                 | Acople(UTC)               | Desacople (UTC) | Duración              |
| ------- | ----------------------------------------------------------- | ------------------------- | --------------- | --------------------- |
| Boe-CFT | Barry Wilmore, Comandante Sunita Williams, piloto           | Abrii de 2024 (Previsión) | TBD             | 2 Semanas (Previsión) |
| Boe-CFT | Como reserva esta el astronauta de la NASA, Michael Fincke. |                           |                 |                       |

## Operaciones

### Acoplamiento/Desacoplamiento de naves
La Expedición 69 comenzó oficialmente el 28 de marzo de 2023 con la partida de la Soyuz MS-22. Las naves acopladas antes de esta fecha llegaron en expediciones anteriores. La expedición terminó el 27 de septiembre de 2023 con la marcha de la Soyuz MS-23.
Leyenda
     Naves no tripuladas
     Naves tripuladas
     Módulos
| País                      | Nave y misión                     | Nave y misión                | P. Acople                   | Llegada (UTC)                          | Marcha (planeada)                   |
| ------------------------- | --------------------------------- | ---------------------------- | --------------------------- | -------------------------------------- | ----------------------------------- |
| Bandera de Rusia          | Soyuz MS N.º 751 K.E. Tsiolkovski | Soyuz MS-22                  | Mod. Rassvet en Zarya nadir | 21 de septiembre de 2022               | 28 de marzo de 2023, 09:57:27       |
| Bandera de Estados Unidos | Cygnus S.S. Sally Ride            | Cygnus NG-18                 | Unity nadir                 | 6 de noviembre de 2022                 | 21 de abril de 2023                 |
| Bandera de Rusia          | Progress MS N.º 451               | Progress MS-22               | Zvezda trasero              | 9 de febrero de 2023                   | 20 de agosto de 2023                |
| Bandera de Rusia          | Soyuz MS N.º 754                  | Soyuz MS-23                  | MIM-2 Poisk zenit           | 26 de febrero de 2023, 00:58 UTC       | 6 de abril de 2023, 08:44:55 UTC    |
| Bandera de Estados Unidos | Crew Dragon C206.4 Endeavour      | SpaceX Crew-6                | Harmony PMA-3 zenit         | 2 de marzo de 2023                     | 6 de mayo de 2023, 11:23 UTC        |
| Bandera de Estados Unidos | Cargo Dragon C209.3               | SpX-27                       | Harmony PMA-2 Frontal       | 16 de marzo de 2023                    | 15 de abril de 2023                 |
| Bandera de Estados Unidos | Crew Dragon C206.4 Endeavour      | SpaceX Crew-6 (Recolocación) | Harmony PMA-2 Frontal       | 6 de mayo de 2023, 12:01 UTC           | 3 de septiembre de 2023, 11:05 UTC  |
| Bandera de Rusia          | Soyuz MS N.º 754                  | Soyuz MS-23 (Recolocación)   | Mod. Prichal en Nauka       | 6 de abril de 2023, 09:21:44 UTC       | 27 de septiembre de 2023, 07:54 UTC |
| Bandera de Estados Unidos | Crew Dragon C212.2 Freedom        | Axiom Mission 2              | Harmony PMA-3 Zenit         | 22 de mayo de 2023, 13:13 UTC          | 30 de mayo de 2023, 15:05 UTC       |
| Bandera de Rusia          | Progress MS N.º 453               | Progress MS-23               | MIM-2 Poisk zenit           | 24 de mayo de 2023                     | Acoplada                            |
| Bandera de Estados Unidos | Cargo Dragon C208.4               | SpX-28                       | Harmony PMA-3 Zenit         | 6 de junio de 2023                     | 29 de junio de 2023                 |
| Bandera de Estados Unidos | Cygnus S.S. Laurel Clark          | Cygnus NG-19                 | Unity nadir                 | 4 de agosto de 2023                    | acoplada                            |
| Bandera de Rusia          | Progress MS N.º 454               | Progress MS-24               | Zvezda trasero              | 25 de agosto de 2023                   | Acoplada                            |
| Bandera de Estados Unidos | Crew Dragon C210.3 Endurance      | SpaceX Crew-7                | Harmony PMA-3 Zenit         | 27 de agosto de 2023, 13:16 UTC        | Acoplada                            |
| Bandera de Rusia          | Soyuz MS N.º 755                  | Soyuz MS-24                  | Mod. Rassvet en Zarya nadir | 15 de septiembre de 2023, 18:53:32 UTC | Acoplada                            |

### Actividad extravehicular
En un principio se planificaron varias EVA,s para la Expedición 68, desde el segmento ROS, para seguir con la puesta a punto del Módulo de Laboratorio multipropósito Nauka "ciencia" y distintas actividades de mantenimiento. Debido a la avería de la Soyuz MS-22 se aplazaron las caminatas del segmento ROS de la Expedición anterior, de forma indefinida para dedicarse a la investigación de la fuga del refrigerante de la nave, habiéndose realizado solo la primera de las 5 EVA,s planificadas. 
Finalmente los dos cosmonautas, Serguéi Prokópiev y Dmitriy Petelin han llevado a cabo seis paseos espaciales en esta expedición con un total de 39 horas y 44 minutos para terminar con todas las tareas. Prokópiev sumado a los 2 paseos que tenía de su misión anterior suma un total de 55 horas y 15 minutos en actividades extravehiculares. 
Además desde el Segmento Orbital Americano se planificaron varios paseos para la instalación de los últimos paneles IROSA 1B y 1A. Durante esta misión los astronautas Bowen, Hoburg y Al Neyadi han participado en tres paseos espaciales. Bowen paticipó en las tres actividades extravehiculares, Al Neyadi en la primera, convirtiéndose en la primera persona árabe en realizar una caminata espacial, y Hoburg en las dos últimas. Se llevaron a cabo las US EVA-86, 87 y 88 para instalar una antena de S-Band FRG y los paneles 1B y 1A, los Paneles solares iROSA adicionales, de los 6 planificados de momento por la NASA.
| EVA                            | Astronauta/Cosmonauta             | Inicio - UTC                 | Final - UTC                  | Duración             | Observaciones |
| ------------------------------ | --------------------------------- | ---------------------------- | ---------------------------- | -------------------- | --- |
| ISS EVA-56 ROS (EVA 1 EXP. 69) | Serguéi Prokópiev Dmitriy Petelin | 19 de abril de 2023 01:39:55 | 19 de abril de 2023 09:35:11 | 7 horas y 55 minutos | Instalación radiador de respaldo del módulo Rassvet en el módulo ciencia Nauka.                                                                     |
| ISS U.S-86 (EVA 2 EXP. 69)     | Stephen Bowen Sultan Al Neyadi    | 28 de abril de 2023 13:11    | 28 de abril de 2023 20:12    | 6 horas y 30 minutos | Preparación instalación Panel IROSA 1B y 1A y colocación Antena S-Band FRG. Primera caminata espacial de una persona árabe y de EAU de la historia. |
| ISS EVA-57 ROS (EVA 3 EXP. 69) | Serguéi Prokópiev Dmitriy Petelin | 3 de mayo de 2023 20:00      | 4 de mayo de 2023 03:11      | 7 horas y 11 minutos | Transferencia de la esclusa de aire experimental ShK del módulo Rassvet al módulo ciencia Nauka                                                     |
| ISS EVA-58 ROS (EVA 4 EXP. 69) | Serguéi Prokópiev Dmitriy Petelin | 12 de mayo de 2023 15:47     | 12 de mayo de 2023 21:01     | 5 horas y 14 minutos | Colocación de un Radiador RTOd en MIM2 POISK |
| ISS U.S-87 (EVA 5 EXP. 69)     | Stephen Bowen Warren Hoburg       | 9 de junio de 2023 13:25     | 9 de junio de 2023 19:28     | 6 horas y 3 minutos  | Instalación Panel iROSA 1A |
| ISS U.S-88 (EVA 6 EXP. 69)     | Stephen Bowen Warren Hoburg       | 15 de junio de 2023 12:42    | 15 de junio de 2023 18:17    | 5 horas y 35 minutos | Instalación Panel iROSA 1B |
| ISS EVA-59 ROS (EVA 7 EXP. 69) | Serguéi Prokópiev Dmitriy Petelin | 22 de junio de 2023 14:24    | 22 de junio de 2023 20:48    | 6 horas y 24 minutos | Activación de la esclusa de aire experimental ShK en el módulo Nauka                                                                                |
| ISS EVA-60 ROS (EVA 8 EXP. 69) | Serguéi Prokópiev Dmitriy Petelin | 9 de agosto de 2023 14:44    | 9 de agosto de 2023 21:19    | 6 horas y 35 minutos | Transferencia de una plataforma de trabajo del módulo Rassvet al módulo ciencia Nauka con el ERA.                                                   |